# 外哈科格爾山

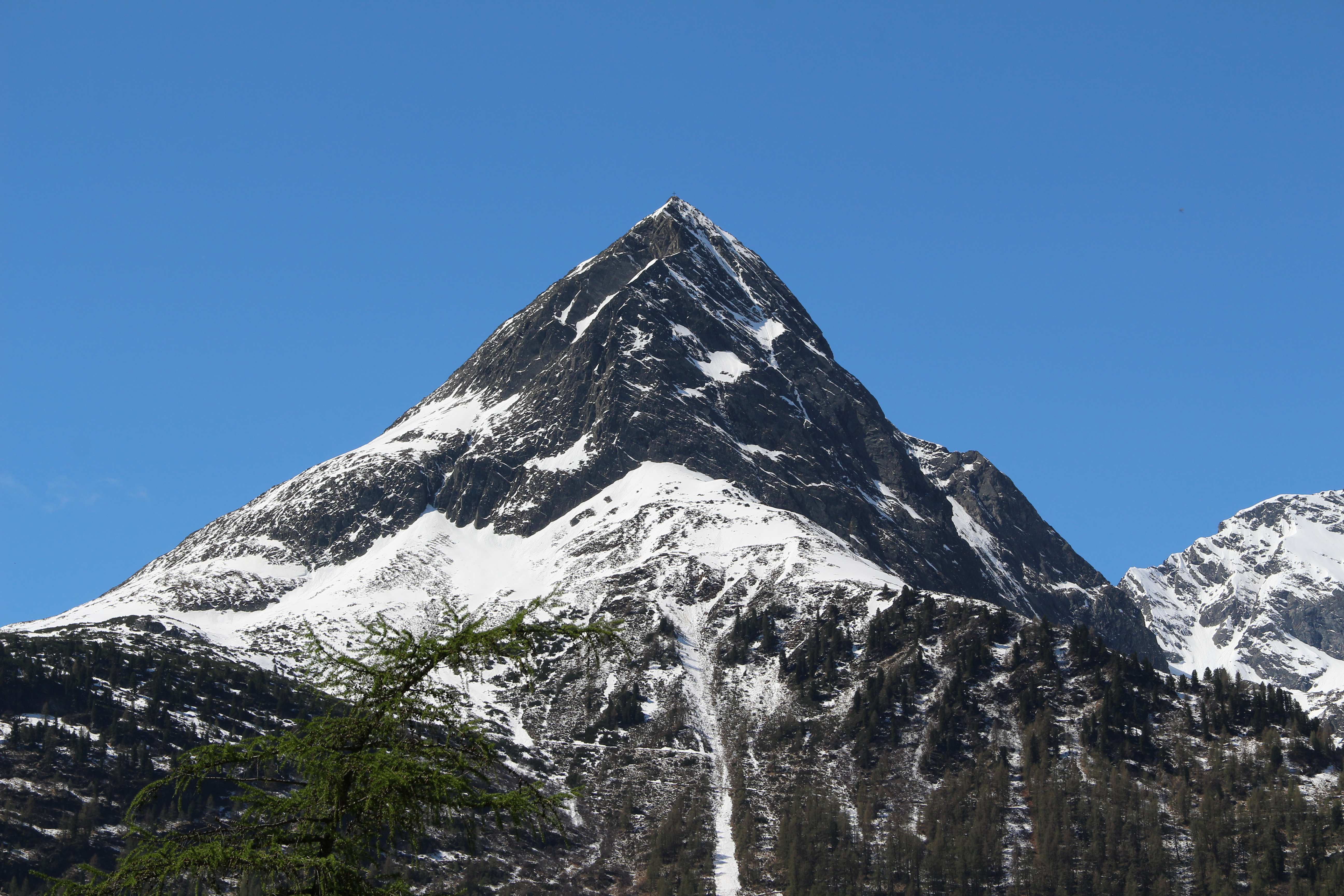

47°1′28″N 10°57′10″E / 47.02444°N 10.95278°E
外哈科格爾山（德語：Äußerer Hahlkogel），是奧地利的山峰，位於該國西部，由蒂羅爾州負責管轄，屬於奧茨塔爾阿爾卑斯山脈的一部分，該山峰海拔高度2,658米。